# Fuji (ciutat)
Fuji (富士市, Fuji-shi) és una ciutat de la prefectura de Shizuoka, al Japó.

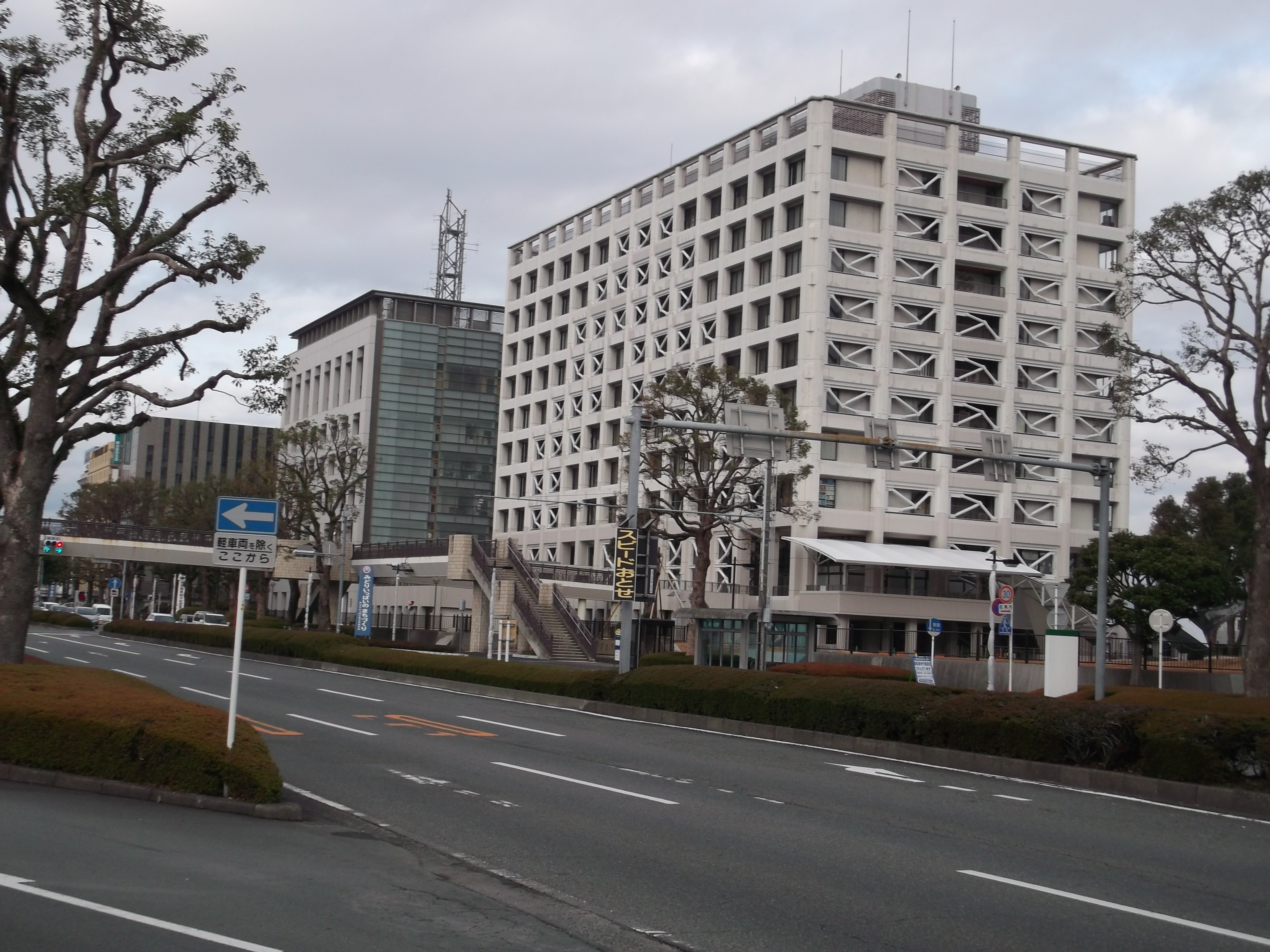
Ajuntament de Fuji

L'abril de 2015 tenia una població estimada de 257.215 habitants i una densitat de població de 1.050 habitants per km². Té una superfície total de 244,95 km².

## Geografia
Fuji està situada al centre-est de la prefectura de Shizuoka. Fuji és la tercera ciutat de la prefectura en població, després de Hamamatsu i Shizuoka.
Fuji es troba a les ribes del riu Fuji, i una porció del cim del mont Fuji es troba dins dels límits del municipi. La ciutat fa frontera amb la badia de Suruga de l'oceà Pacífic pel sud.

### Municipalitats veïnes
- Prefectura de Shizuoka
  - Shimizu-ku
  - Fujinomiya
  - Numazu
  - Susono
  - Gotemba
  - Nagaizumi

## Persones notables
- Yoshikatsu Kawaguchi - jugador de futbol professional
- Daigo Kobayashi - jugador de futbol professional